# Lake County (Kalifornien)
Lake County ist ein County im Bundesstaat Kalifornien der Vereinigten Staaten. Der Verwaltungssitz (County Seat) ist Lakeport.

## Geschichte
Lake County wurde 1861 aus Teilen des Napa County gebildet. Der Name des Countys rührt von der Vielzahl an Seen in der Region her, der bekannteste von ihnen ist Clear Lake.
Im Lake County liegt eine National Historic Landmark, die Borax Lake Site. 6 weitere Bauwerke und Stätten des Countys sind im National Register of Historic Places eingetragen.

## Demografische Daten

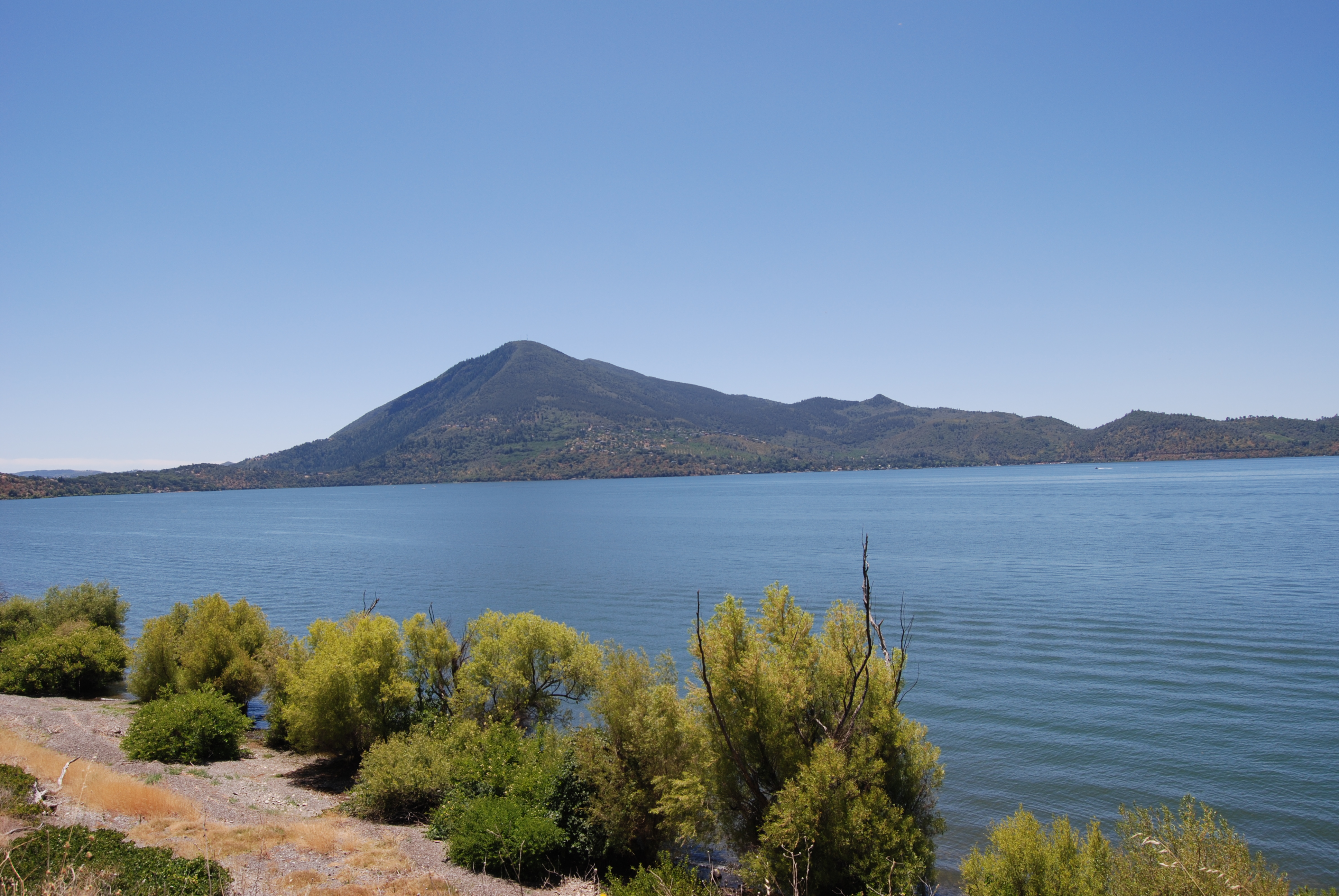
Der Mount Konocti am Clear Lake

Nach der Volkszählung im Jahr 2000 lebten im Lake County 58.309 Menschen. Es gab 23.974 Haushalte und 15.367 Familien. Die Bevölkerungsdichte betrug 18 Einwohner pro Quadratkilometer. Ethnisch betrachtet setzte sich die Bevölkerung zusammen aus 86,25 % Weißen, 2,11 % Afroamerikanern, 3,04 % amerikanischen Ureinwohnern, 0,83 % Asiaten, 0,16 % Bewohnern aus dem pazifischen Inselraum und 4,11 % aus anderen ethnischen Gruppen; 3,50 % stammten von zwei oder mehr ethnischen Gruppen ab. 11,39 % der Bevölkerung waren spanischer oder lateinamerikanischer Abstammung.
Von den 23.974 Haushalten hatten 26,60 % Kinder und Jugendliche unter 18 Jahre, die bei ihnen lebten. 47,70 % waren verheiratete, zusammenlebende Paare, 11,30 % waren allein erziehende Mütter. 35,90 % waren keine Familien. 29,00 % waren Singlehaushalte und in 13,40 % lebten Menschen im Alter von 65 Jahren oder darüber. Die Durchschnittshaushaltsgröße betrug 2,39 und die durchschnittliche Familiengröße lag bei 2,92 Personen.
Auf das gesamte County bezogen setzte sich die Bevölkerung zusammen aus 24,10 % Einwohnern unter 18 Jahren, 6,00 % zwischen 18 und 24 Jahren, 23,60 % zwischen 25 und 44 Jahren, 26,80 % zwischen 45 und 64 Jahren und 19,50 % waren 65 Jahre alt oder darüber. Das Durchschnittsalter betrug 43 Jahre. Auf 100 weibliche Personen kamen 97,60 männliche Personen, auf 100 Frauen im Alter ab 18 Jahren kamen statistisch 94,70 Männer.
Das jährliche Durchschnittseinkommen eines Haushalts betrug 29.627 USD, das Durchschnittseinkommen der Familien betrug 35.818 USD. Männer hatten ein Durchschnittseinkommen von 35.771 USD, Frauen 24.026 USD. Das Prokopfeinkommen betrug 16.825 USD. 17,60 % Prozent der Bevölkerung und 12,90 % der Familien lebten unterhalb der Armutsgrenze. 22,80 % davon waren unter 18 Jahre und 7,30 % waren 65 Jahre oder älter.

## Orte im County

### Citys
- Clearlake
- Lakeport (County Seat)

### CDPs
| - Clearlake Oaks - Clearlake Riviera - Cobb - Hidden Valley Lake - Kelseyville - Lower Lake - Lucerne | - Middletown - Nice - North Lakeport - Soda Bay - Spring Valley - Upper Lake |